# Голвей (графство)
Гóлвей (англ. Galway, ірл. Gaillimh) — графство на заході Ірландії. Входить до складу провінції Коннахт на території Республіки Ірландії. Столиця і найбільше місто — Голвей.

## Історія
Перші жителі в районі Голвей прибули приблизно в 5 тисячолітті до нашої ери. 
Графство включає низку населених островів, таких як Аранські острови (ірл. Oileáin Árann) та Інішбофін (ірл. Inis Bó Fine).

## Ірландська мова
Майже 20% населення графства Голвей проживає в районах, які класифікуються як Ґелтахти. В цьому регіоні, який простягається від міста Голвей на захід до Коннемари, проживає понад 48 тис. людей

## Найбільші міста
- Голвей (76,778)
- Туам (8,242)
- Балінасло (6,659)
- Лохрей (5,062)
- Оранмор (4,799)
- Атенрай (3,950)